# Raffaele Esposito (pizzaiolo)

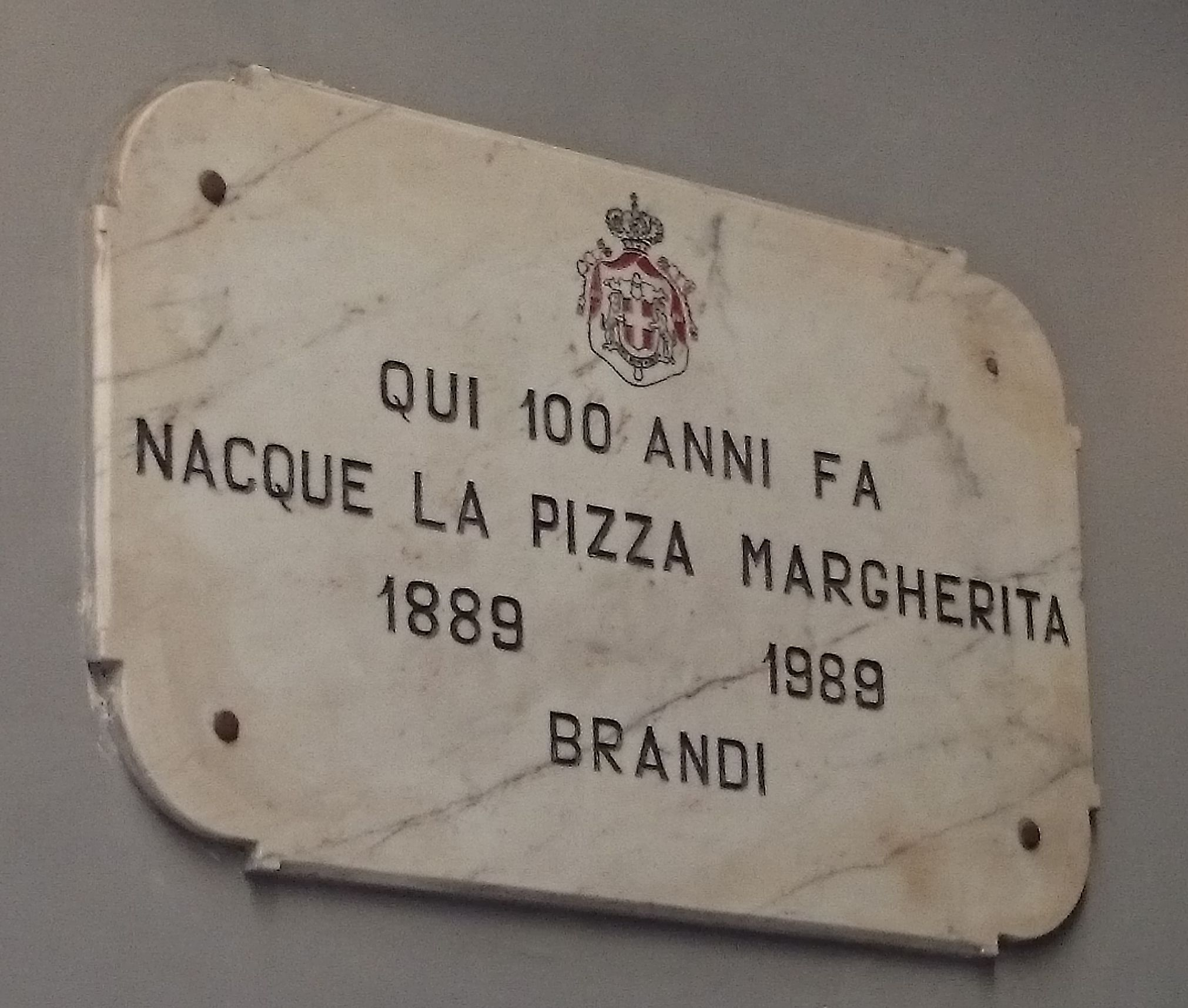
Targa di Napoli che commemora l'invenzione della pizza Margherita

Raffaele Esposito (Napoli, 4 luglio 1850 – 4 dicembre 1923) è stato un cuoco italiano. Viene accreditato da diverse fonti come l'inventore della pizza Margherita.

## Biografia

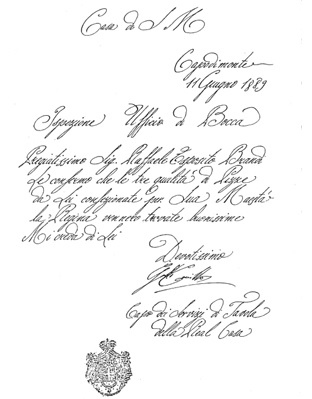
Presunta lettera di ringraziamento scritta da Camillo Galli per le pizze preparate da Raffaele Esposito per la Regina Margherita di Savoia

Era il proprietario di una taverna di Napoli chiamata "Pizzeria di Pietro e basta così", fondata nel 1780 da Pietro Colicchio. Secondo una nota versione, durante l'estate del 1889, Esposito venne convocato alla Reggia di Capodimonte da Margherita di Savoia, giunta a Napoli con il re Umberto I. In tale circostanza, Esposito preparò tre diverse pizze: la prima era a base di strutto, basilico, pecorino e pepe, la seconda conteneva pomodoro, alici, aglio, origano e olio mentre la terza (che sarebbe stata successivamente nominata Pizza Margherita) era a base di pomodoro, mozzarella e basilico per omaggiare il tricolore italiano. La regina Margherita, che non aveva mai mangiato la pizza prima di quell'occasione, avrebbe apprezzato i piatti e fatto inviare una lettera, datata 11 giugno 1889, con la seguente scrittura:
 Esposito avrebbe utilizzato questa raccomandazione per promuovere con successo il suo ristorante, nominando la pizza più apprezzata dalla Regina "Pizza Margherita", che sarebbe presto diventata il piatto più famoso del mondo. Esposito venne considerato il miglior pizzaiolo di fine Ottocento e avrebbe nuovamente preparato altre pizze ogni volta che la sovrana tornava a Napoli. Il locale di Esposito, ancora oggi esistente, fu successivamente rinominato Pizzeria Brandi.

## Controversie
Sebbene Raffaele Esposito venga solitamente riconosciuto come il "padre" della pizza margherita, diverse testimonianze affermano che il piatto avrebbe origini più antiche. La lettera per conto della Regina Margherita inviata a Raffaele Esposito dal gran capo dei Servizi da Tavola Camillo Galli presenta diversi dubbi, a iniziare dal cognome del destinatario, dal quale si dovrebbe evincere che il pizzaiolo avrebbe preso il cognome della moglie, Maria Giovanna Brandi. Lungo la prima metà dell'Ottocento, quando non era ancora nota, la pizza era un piatto consumato dai poveri napoletani che la preparavano riutilizzando degli ingredienti che sarebbero stati altrimenti sprecati. Nel 1858, il filologo Emmanuele Rocco, nell'opera Usi e costumi di Napoli e contorni descritti e dipinti coordinato da Francesco de Bourcard, ha documentato l'esistenza di una pizza a base di mozzarella e basilico contenente come ingrediente opzionale il pomodoro. La mozzarella era tagliata a "sottili fette", non a dadini come si usa oggi, ed è verosimile che le fette di mozzarella componessero i petali di fiore campestre.